# Weißer Büschelrasling
Der Weiße Büschelrasling, Weiße Rasling oder Lerchensporn-Ritterling (Leucocybe connata, Syn.: Clitocybe connata, Lyophyllum connatum) kann von August bis Oktober büschelig oder in kleinen Gruppen an frisch aufgeworfenen Erdstellen, Rasen, Bachrändern sowie Weg- und Straßenrändern gefunden werden.
In älterer Pilzliteratur wurde er als essbar beschrieben. Später wurden jedoch Inhaltsstoffe identifiziert, die in hohen Mengen in ihm vorkommen und möglicherweise mutagen wirken könnten, da ihre chemische Struktur bekannten Mutagenen ähnelt. Deshalb zählt die Art mittlerweile zu den Pilzen mit uneinheitlich beurteiltem Speisewert.

## Merkmale

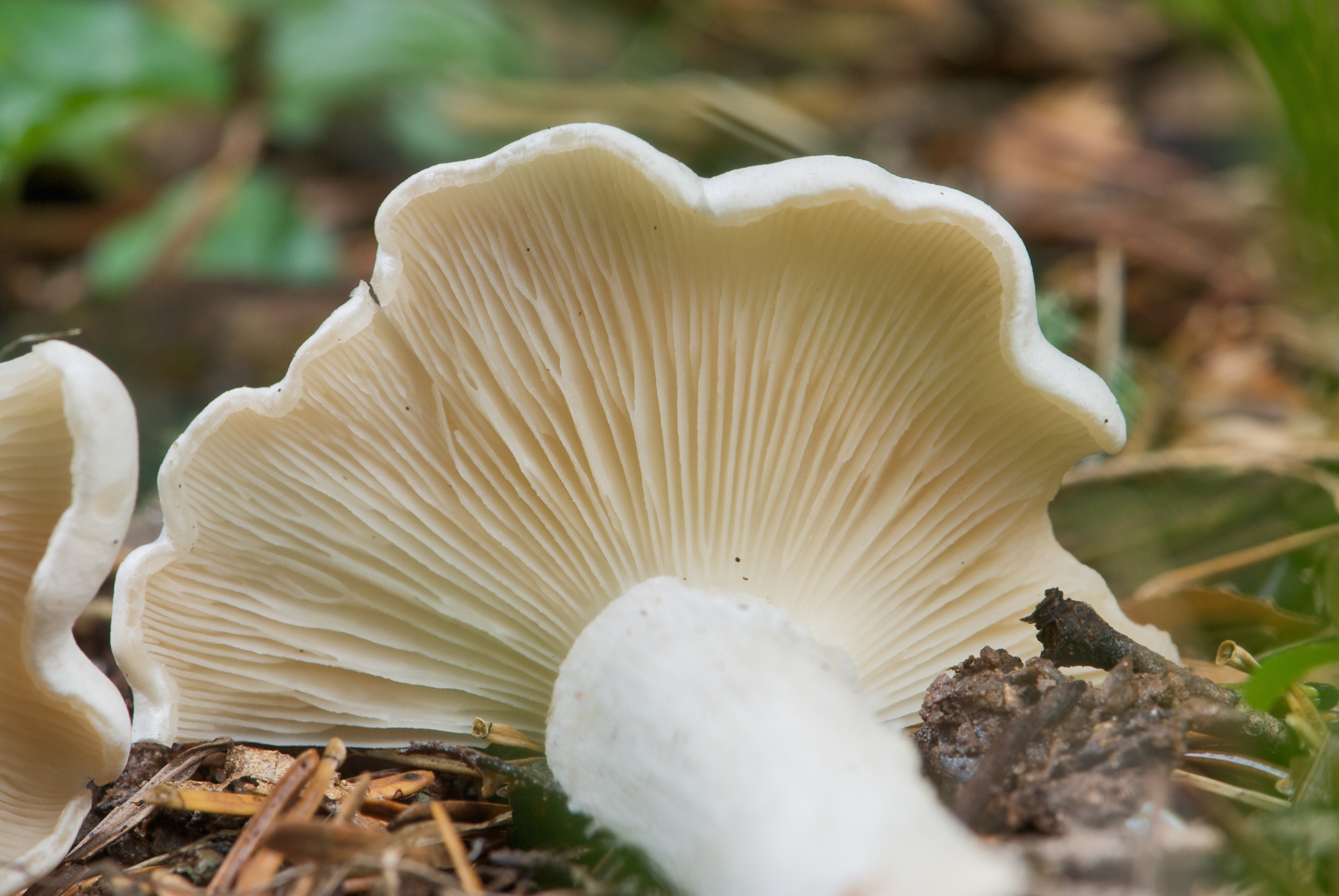
Die dicht gedrängt stehenden Lamellen des Weißen Büschelraslings (Clitocybe connata) sind oft gelblich getönt.

### Makroskopische Merkmale
Der 3 bis 10 Zentimeter breite, zunächst glockige und später gewölbte bis ausgebreitete Hut hat trocken eine rein weiße Farbe und zeigt bei feuchter Witterung einen bleigrauen Ton. Die Oberfläche ist silbergrau bis deckweißartig bereift. Nach dem Abwischen des Reifs entstehen schmutzig-graue Flecken, die auch an den Lamellen, am Stiel und in der Trama auftreten können. Der Hutrand ist dünn, jung eingebogen, dann flach und wellig. Die Lamellen sind weißlich, später rahmfarben, im Alter ein wenig gelblich gefärbt, gerne mit einer meergrünlichen Nuance. Sie stehen dicht gedrängt, sind ausgerandet oder ausgebuchtet am Stiel angewachsen und laufen nur selten ein wenig herab. Das Sporenpulver ist weiß. Der 4 bis 10 Zentimeter lange und 1 bis 2 Zentimeter dicke Stiel ist weiß bis rahmgelblich gefärbt. Bis auf die schwach mehlig-flockig besetzte Spitze besitzt er eine kahle Oberfläche. Zunächst vollfleischig ist der Stiel später annähernd hohl und etwas aufgeblasen. Die Fruchtkörper sind basal büschelig verwachsen, verzweigen sich partiell über dem Boden, können aber auch einzeln stehen. Das weiße, etwas glasige Fleisch hat eine knorpelige Konsistenz und schmeckt mild. Der schwach mehlartig-spirituöse Geruch wird von einem süßen Duft nach Lerchenspornblüten (Corydalis cava) überlagert.
Ein gutes Bestimmungsmerkmal ist die makrochemische Farbreaktion mit Eisensulfat: Wird FeSO4 in Kristallform oder als Lösung auf die Lamellen gerieben oder aufgetupft, färbt sich das Fleisch violett. Andere Trichterlinge haben dagegen eine negative Farbreaktion.

### Mikroskopische Merkmale
An den nur jung siderophilen Basidien reifen elliptische, glattwandige Sporen heran. Sie sind 5,5 bis 6,5 maximal 7 Mikrometer lang und 3,5 bis 4 Mikrometer breit.

## Ökologie
Der Weiße Büschelrasling lebt saprob und ist deshalb auf keine bestimmte Wald- oder Forstgesellschaft angewiesen. Der Pilz kommt sowohl in wie auch außerhalb geschlossener Baumgesellschaften vor, beispielsweise in Park- und Gartenanlagen, an Waldrändern, Lichtungen und Hecken, in Gebüschen, an geschotterten Waldweg- und Bachrändern, auf Halden, Fettwiesen und Viehweiden. Die Art bevorzugt frische bis feuchte, neutrale bis alkalische sowie basen- und nährstoffreiche Böden mit Kalk und/oder Stickstoffverbindungen (Mist, Urin, Jauche, Gülle und anderes). Die Oberböden können nackt oder mit Sägespänen und anderem organischen Material angereichert sein. Sie befinden sich über diversen, möglichst stark basisch verwitterndem Ausgangsgestein. Der Pilz fruktifiziert in Mitteleuropa hauptsächlich von August bis November.

## Verbreitung
Das Vorkommen des Weißen Büschelraslings erstreckt sich auf die gemäßigten bis kaltgemäßigten Breiten der nördlichen Halbkugel. In Nordasien sind Funde aus Japan, dem Kaukasus und Sibirien bekannt. Auf dem europäischen Kontinent ist die Art weit verbreitet: Im Südosten wächst sie in Italien, Moldawien, Rumänien und der Ukraine. Im Westen kann der Pilz in den Benelux-Ländern, Frankreich und Großbritannien gefunden werden. In der Mitte ist er in Deutschland, Liechtenstein, Österreich, Polen, der Schweiz, Slowakei, Tschechien und Ungarn heimisch. Aus östlicher und nordöstlicher Richtung werden Funde aus den Baltischen Staaten, Russland und Belarus berichtet. Im Norden Europas kann der Weiße Büschelrasling in Fennoskandinavien gefunden werden, in Finnland reicht das Vorkommen nordwärts bis zum 68. Breitengrad. Darüber hinaus kommt die Art auf Island vor. In Deutschland ist die Art von der dänischen Grenze bis in die Alpen hinein ziemlich gleichmäßig und stark verbreitet.